# Ernest Alfred Wallis Budge

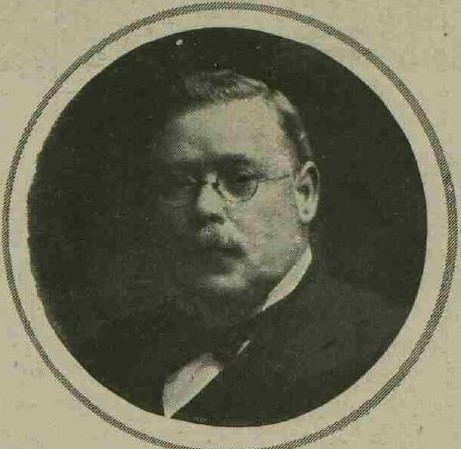
E.A. Wallis Budge

Ernest Alfred Wallis Budge, född 27 juli 1857 och död 23 november 1934, var en brittisk orientalist.
Budge var 1893-1924 föreståndare för avdelningen för egyptiska och assyriska fornsaker i British museum, och ledde utgrävningar i Assuan, Ninive och i Nubien. Bland Budges mera framstående arbeten inom egyptologin märks A history of Egypt (8 band, 1902), The book of the dead. Egyptian text, translation and vocabulary (1911), The Greenfield papyrus in the British Museum (1912, en översättning av Greenfield-papyrusen) samt An Egyptian hieroglyphic dictionary (1920). Budge utgav dessutom en rad koptiska och etiopiska texter och var en av sin framtids främsta kännare av Nubiens historia. På detta område märks hans skrifter The Egyptian Sudan (2 band, 1907) och History of Ethiopia (1928). På det främre-asiatiska området intresserade sig Budge i första hand för assyriologin och syriskan.